# Dixebra
Dixebra es un grupo de rock procedente de Avilés, ciudad de Asturias (España). Realizan una música de estilo rock, mezclado con diversos géneros entre los que destacan el ska o el folk asturiano, utilizando ritmos de todo tipo e incorporando a los instrumentos básicos de un grupo de rock una gran diversidad de instrumentos, principalmente la gaita asturiana, la trompeta, el saxofón y sonidos electrónicos. Cantan todas sus canciones en lengua asturiana.

## Historia
Dixebra se formó en 1987 (su primer ensayo fue el 6 de enero de ese mismo año) en Avilés, con la idea de crear un grupo de rock que usase el asturiano para expresarse y con el objetivo de hacer una música comprometida con las múltiples realidades de Asturias. De su primera formación se mantiene únicamente el cantante y alma máter de la banda, Xune Elipe, aunque en la grabación del primer álbum ya estaban el bajista y gaitero actuales.
Todos los miembros de la banda se reconocen como de izquierdas, aunque con diferentes ideologías que van desde el nacionalismo asturiano al marxismo.
En un principio, los componentes del grupo apenas tenían experiencia musical y sus composiciones se reducían a temas sencillos basados en el ska y el punk, con claras influencias de conocidos grupos como Kortatu o La Polla Records. En el verano de 1987, en su primer año como banda, hacen una maqueta con el himno del Ensame Nacionalista Astur (ENA) para las elecciones autonómicas, siendo la primera y última vez que asumen un encargo partidista y la primera y última vez que, obligada por la ley electoral, Televisión Española emite íntegro uno de sus temas, despiden ese año con las 20.000 pesetas que les deja el tercer puesto en un concurso de rock de la Asociación de Vecinos de Miranda.
En 1988 editan una maqueta de 300 copias con diez piezas. Dixebra empieza a aparecer en los medios de comunicación, donde cuenta con algunos periodistas afines y otros que les recrimina la "radicalidad" y "vasquismo" de sus letras, a lo que el grupo responde: "Somos de Avilés, cantamos en asturiano, empleamos la gaita asturiana y tocamos piezas de la música tradicional asturiana. Y todavía nos preguntan si vamos de vascos".
En 1990 Fonoastur les apadrina su primer disco, Grie-ska, en casete y vinilo (reeditado en CD seis años después). En 1992 llega el primer concierto de la banda fuera de Asturias, en Santiago de Compostela, donde se convierten en la primera banda no gallega que participa en los actos del 25 de julio, festividad que el nacionalismo gallego celebra como "Día de la Patria Gallega". Así surge la discográfica L'Aguañaz, casa común para el folk asturiano y el sello que va editar todos los discos futuros de Dixebra.
El primero álbum, sacado a la luz en 1993, es Asturies o trabayes, que abarca medio mundo temático: ecologismo, antimilitarismo, antirracismo, celtismo y agitación social. La baja del Maniegu la cubre Asier Martín y el disco tiene un sonido más guitarrero. De ese disco destacarían durante años Asturalia y La tía Nemesia, una canción que en un principio nació como El Reggae de Les Regueres. En 1995 los contrata el Ayuntamiento de Oviedo para completar una Noche Celta con Milladoiro, Xaréu y Manolo Quirós. Las únicas referencias que tiene de Dixebra el concejal de Festejos es que tocan la gaita y cantan en bable, pero una vez escuchó las letras de las primeras canciones se acerca al escenario para ofrecerles un plus económico, aparte del caché, si suspenden el concierto. Los músicos se niegan y el consistorio los dejó sin sonido encima del escenario. 
En 1997 el grupo actúa por primera vez en el Festival Intercéltico de Lorient y saca al mercado Dieron en duru, dedicado a la lucha de los trabajadores de Duro Felguera con un tema específico para esos obreros, Nun llores, del que salió un videoclip. La Dirección del Centro Territorial de TVE en Asturias vetó su emisión. Al año siguiente, una cazatalentos de una multinacional llama desde Madrid para ofrecer a Dixebra promoción si empiezan a cantar en castellano. Xune Elipe advertía: Si la banda decide dejar de cantar en asturiano va tener que ser con otro cantante, pero se compromete a trasmitir la oferta a sus compañeros, quienes la rechazan.
A lo largo de su trayectoria, el sonido de Dixebra fue evolucionando, con varios cambios de formación y especialmente con la incorporación de un gaitero, Fernando, en 1990, que daría al sonido del grupo el que es sin duda su gran toque de distinción. A partir de la década de 2000, se sustituye la gaita tradicional por las múltiples posibilidades de la gaita MIDI o electrónica y se incorpora al grupo una sección de vientos con el trompetista Agus y el saxofonista Eladio, además de la colaboración del productor Sergio Rodríguez, que aporta mezclas electrónicas, y más recientemente del polifacético músico Mario Fueyo. Así, el mestizaje ha acabado siendo, junto al compromiso social y lingüístico, la seña de identidad de Dixebra, que durante su carrera ha incorporado a su sonido rock, ya sea de forma ocasional o continuada, instrumentos como gaita, flauta, whistle, bombarda, zanfona, acordeón, violín, bouzouki, banjo, tambor, caja, trompeta, saxofón, trombón, oboe o clarinete, además de programaciones, samples y scratches. Esto da lugar a un sonido muy característico, en el que se dejan notar muy diversas influencias.
Durante sus dos décadas de trayectoria, el grupo ha contado en sus grabaciones y conciertos con la colaboración de músicos de diversos ámbitos como José Tejedor, Xosé Ambás (N'arba), Anabel Santiago, Paco Loco, Fermin Muguruza o Evaristo (La Polla).
Por otro lado, han contado para sus canciones con letras realizadas por reputados escritores de la literatura asturiana, muchas veces hechas expresamente para Dixebra, que se suman a las escritas por el propio grupo. Destaca sobre todo Xandru Fernández, colaborador habitual y amigo de la banda.
En noviembre de 2007 salió a la luz un disco con el título de "Salú ya Dixebra. ¡Perversiones!", que recopila a 21 grupos asturianos versionando y homenajeando canciones de todas las épocas de Dixebra.
El 18 de octubre de 2008 participaron en el Festival Liet Lavlut, una especie de Festival de Eurovisión para lenguas minoritarias, celebrado en la ciudad de Luleå, al norte de Suecia. Consiguieron el segundo puesto con 73 puntos, compartido con la representante de Laponia y defendiendo la canción Indios, de su disco Dieron en duru. El festival lo ganó el corso Jacques Culioli, con la canción "Hossana in excelsis" y obteniendo 80 puntos.
El 4 de marzo de 2010 recibieron en los Premios de la Música el Premio a la Mejor Canción en Asturiano por "Cantar de la Redención", de su último disco Amor incendiariu. Xune Elipe subió a recoger el premio, lo agradeció en asturiano y reivindicó la oficialidad de este idioma.

## Nombre
La palabra dixebra es una palabra asturiana utilizada originariamente para referirse a la separación de fincas. A partir de ahí, ha adquirido el significado de distanciamiento, aislamiento, independencia, etc. Es un término utilizado como proclama política dentro de la ideología nacionalista asturiana para reivindicar la soberanía del pueblo asturiano con la consigna "¡Puxa Asturies dixebrá!", que se podría traducir como "¡Viva Asturias separada!" o "¡Viva Asturias independiente!".

## Componentes

### Componentes actuales
- Xune Elipe - voz (desde 1987)
- Javi Rodríguez - bajo (desde 1990)
- Primi Abella - guitarra (desde 1994)
- Agustín Lara - trompeta (desde 2001)
- Eladio Díaz - saxofón (desde 2001)
- Sergio Rodríguez - programaciones, samples, sonido (desde 2002)
- Jorge Cambareli - batería, percusiones (desde 2005)
- Llorián García - gaita eléctrica (desde 2008)
- Rubén Álvarez - guitarra (desde 2011)
- Sergio Álvarez - batería (Desde 2020)

### Antiguos componentes
- Cesáreo García Maniegu - guitarra (1987-1991).
- Panfle García - guitarra (1991-1996).
- Asier Martín - guitarra (1992-1994).

- Manu Tamargo - bajo (1987).
- Koki - bajo (1987).
- Nacho Cabal - bajo (1987-1989).

- Xosé Nel Riesgo - batería (1987).
- Fredi Sánchez - batería, percusiones (1987-1988; 1991-1998).
- Xuanra Menéndez - batería (1988-1991).
- Isra Sánchez - batería batería (1997-2005).

- Rubén Arias - gaita (1987-1988).
- Xosé Avilés - gaita (1988-1989) (fallecido en 2016).
- Fernando Rubio - gaita eléctrica (1989-2008).
- Flavio R. Benito - gaita eléctrica (2008-2009).

- Mario Fueyo (Dark la eMe) - teclados, scratches (2006-2007).
- Rubén Bada - guitarra, bouzouki (2008-2010).

## Discografía

### Álbumes de estudio
- Grieska - FonoAstur, 1990
- ¿Asturies o trabayes? - L'Aguañaz, 1993
- Apúntate a la llista - L'Aguañaz, 1995
- Dieron en duru - L'Aguañaz, 1997
- Glaya un país - L'Aguañaz, 2000
- Sube la marea - L'Aguañaz, 2002
- Ensin novedá - L'Aguañaz, 2005
- Amor incendiariu - L'Aguañaz, 2009
- Tiempos modernos - L'Aguañaz, 2013
- Ente la niebla - Goxe, 2022 (disco-libro)

### Otros álbumes
- Cróniques d'un pueblu - L'Aguañaz, 2003 (disco-libro recopilatorio).
- N'acción - L'Aguañaz, 2006 (CD+DVD en directo).
- XXV (1987-2012) - L'Aguañaz, 2012 (recopilatorio).
- Uviéu, 17-09-2017 - Goxe, 2018 (CD en directo con motivo de la celebración del XXX aniversario).

### Participaciones en recopilatorios
- Las palabras nos separan, los hechos nos unen - Xunca Records, 1994 (LP compartido con Intolerance y Eskandalo Publiko)
- L'asturianu muévese - L'Aguañaz, 1997
  - 3. Nun llores (primera versión)

- L'asturianu vive, la llucha sigue - L'Aguañaz, 2001
  - Discu mariellu
    - 13. Asturalia (nueva versión)

- 120 capadores - Falcatruada, 2007
  - Disco 2
    - 2. Gaiteru (versión de Os Diplomáticos de Monte-Alto)

### Homenajes
- Salú ya Dixebra. ¡Perversiones! - L'Aguañaz, 2007